# Agnes Dusart
Agnes Dusart (Tienen, 27 de fevereiro de 1962) é uma ex-ciclista belga. Conquistou o título nacional belga de estrada em 1986, 1987 e 1988. Também competiu na prova de estrada nos Jogos Olímpicos de Verão de 1988 em Seul, terminando em trigésimo sexto lugar.